# 佐藤方彦
佐藤方彦（さとう まさひこ、1932年12月4日 - ）は、日本の人間工学者、九州芸術工科大学名誉教授。

## 略歴
北海道釧路市生まれ。祖父、父ともに医師で、医師の家系に育つ。幼少期に実母が逝去。1954年、東京大学理学部生物学科卒業、同大学院人類学専攻修了、時実利彦に師事。1962年「運動の巧みさに関する研究」で理学博士。東京大学助手、日本女子体育大学助教授をへて、九州芸術工科大学教授、2003年名誉教授。日本生理人類学会会長。2011年秋瑞宝中綬章受勲。専門は人間工学。

## 著書
- 『人間工学概論』 光生館 1971年
- 『人はなぜヒトか 生理人類学からの発想』 講談社(ブルーバックス)  1985年
- 『人間と気候 生理人類学からのアプローチ』 中公新書 1987年
- 『日本人の体質・外国人の体質 世界の人々とくらべてみよう』 講談社 (ブルーバックス) 1988年
- 『日本人の鼻はなぜ低い? 生理人類学の眼』 日本経済新聞社 1990年
- 『人をはかる』 日本規格協会(はかるシリーズ) 1990年
- 『おはなし生活科学』 日本規格協会 1994年
- 『おはなし生理人類学』 日本規格協会 1997年
- 『感性を科学する』 丸善出版 2011年

### 共編著
- 『人類学』島口貞夫共編著 逍遥書院 新体育学講座 1968年
- 『人間の生物学 現代人類学』共著 朝倉書店 1985年
- 『人間のはなし』編著 技報堂出版 1986年
- 『日本人の生理』編 朝倉書店 1988年
- 『住環境とヒト 生理人類学の視点』関邦博共編著 井上書院 1988年
- 『生活科学のすすめ』編著 井上書院 1988年
- 『日本人のはなし』編著 技報堂出版 1988年
- 『オフィス・アメニティ オフィスの生理人類学』編著 井上書院 1989年
- 『マンマシン・インターフェイス』編 朝倉書店 1989年
- 『イメージの世界 未来のプロフィール』編著 井上書院 1989年
- 『長生きのはなし』編著 技報堂出版 1990年
- 『生活文化論』編著 井上書院 1992年
- 『生理人類学概説』編著 技報堂出版 1992年
- 『デザインのはなし』1-2　編著 技報堂出版 1993年
- 『環境人間工学』勝浦哲夫共著 朝倉書店 1993年
- 『オフィス・アメニティのはなし』編著 技報堂出版 1995年
- 『最新生理人類学』編著 朝倉書店 1997年
- 『日本人の事典』編 朝倉書店 2003年
- 『人間を科学する事典 心と身体のエンサイクロペディア』編 東京堂出版 2005年

## 論文
- <佐藤方彦